# دوري السوبر الألباني 1960
دوري السوبر الألباني 1960 (بالألبانية: Kategoria e Parë 1960‏) هو الموسم 23 من  دوري السوبر الألباني. أشرف على تنظيمه اتحاد ألبانيا لكرة القدم، وكان عدد الأندية المشاركة فيه  10، وفاز فيه دينامو تيرانا.